# Calling Card (Album)
Calling Card ist das sechste Studioalbum von Rory Gallagher.

## Produktion
Das Album wurde am 1. Oktober 1976 von Chrysalis Records veröffentlicht. Es ist das einzige Album, das Rory Gallagher nicht allein produzierte. Koproduzent wurde Roger Glover, den er bereits von einer vorherigen US-Tour mit Deep Purple gut kannte. Das prägte auch den Stil des Albums, das jetzt nicht nur Bluesrock-Elemente enthielt, sondern sich auch dem Hard Rock näherte. Diese Entwicklung hatte sich jedoch schon beim vorherigen Album Against the Grain abgezeichnet.

## Titelliste
1. "Do You Read Me" – 5:20
2. "Country Mile" – 3:18
3. "Moonchild" – 4:48
4. "Calling Card" – 5:24
5. "I'll Admit You're Gone" – 4:25
6. "Secret Agent" – 5:45
7. "Jack-Knife Beat" – 7:04
8. "Edged in Blue" – 5:31
9. "Barley and Grape Rag" – 3:39
10. "Rue the Day" – 4:14 (Bonustrack)
11. "Public Enemy" (B-Girl Version) – 4:35 (Bonustrack)

## Charterfolge
UK Silver - UK Charts # 32

US Billboard Charts # 163